# Адамівка (Кам'янець-Подільський район)
Ада́мівка — село Хмельницької області Кам'янець-Подільського району. Входить до Орининської сільської громади.

## Назва
Можливо, назва «Адамівка» походить від особового імені Адам, який, імовірно, був одним з перших поселенців або власником земель. Історично документах зафіксовано назву присілка «Адампіль».

## Географія
Подільське село Адамівка розташоване в південно-західній частині України, біля річки Потік Кізя, за 20 кілометрів автодорогами від Кам’янця-Подільського. Його північним сусідом є село Кізя.

### Клімат
Адамівка знаходяться в межах вологого континентального клімату із теплим літом.
| Клімат Адамівки           | Клімат Адамівки | Клімат Адамівки | Клімат Адамівки | Клімат Адамівки | Клімат Адамівки | Клімат Адамівки | Клімат Адамівки | Клімат Адамівки | Клімат Адамівки | Клімат Адамівки | Клімат Адамівки | Клімат Адамівки | Клімат Адамівки |
| Показник                  | Січ.            | Лют.            | Бер.            | Квіт.           | Трав.           | Черв.           | Лип.            | Серп.           | Вер.            | Жовт.           | Лист.           | Груд.           | Рік             |
| Середній максимум, °C     | −1,3            | 0,5             | 5,7             | 14,2            | 20,1            | 23,1            | 24,1            | 23,6            | 19,7            | 13,5            | 6,1             | 1,1             | 12              |
| Середня температура, °C   | −4,7            | −3              | 1,6             | 8,9             | 14,5            | 17,7            | 18,9            | 18,2            | 14,4            | 8,8             | 3,0             | −1,8            | 8               |
| Середній мінімум, °C      | −8              | −6,4            | −2,4            | 3,6             | 8,9             | 12,3            | 13,8            | 12,8            | 9,1             | 4,1             | −0,1            | −4,7            | 3               |
| Норма опадів, мм          | 33              | 32              | 32              | 53              | 73              | 101             | 99              | 64              | 53              | 34              | 35              | 38              | 647             |
| ------------------------- | --------------- | --------------- | --------------- | --------------- | --------------- | --------------- | --------------- | --------------- | --------------- | --------------- | --------------- | --------------- | --------------- |
| Джерело: climate-data.org |                 |                 |                 |                 |                 |                 |                 |                 |                 |                 |                 |                 |                 |

## Історія
Село виникло в середині XIX століття на ґрунтах села Чорнокозинці. Перша згадка: 1840-і роках.
За даними Євтима Сіцінського 1895 році у селі було 50 дворів, 289 мешканців. Адамівка належала до Шустовецької парафії.
Внаслідок поразки визвольних змагань на початку XX століття, село надовго окуповане російсько-більшовицькими загарбниками.
Радянська окупація принесла колективізацію та розкуркулення, мешканці села зазнали репресій.
В 1932–1933 селяни села пережили сталінський голодомор.
У роки Великого терору 1936-1937 вбито багато осіб різних національностей і професій, значна кількість виселоно як «ворогів народу». Наприклад, сім'я Барановських, де Івана та Михайла Барановських було заарештовано і звинувачено в антирадянських настроях. Івана Барановського відправлено на концентраційний табір Соловки, а доля Михайла з часу арешту невідома.
У 1938 році почали зводити Кам’янець-Подільський укріплений район, один з ДОТів знаходиться на східній околиці села, до війни збудували 158 фортифікаційних об’єктів.
З 1991 року в складі незалежної України.
24 грудня 2019 року шляхом об'єднання сільських рад Кам'янець-Подільського району село Адамівка увійшло до складу Орининської сільської громади.

## Населення
За даними на 1998: дворів — 64, мешканців — 113.
За переписом населення України 2001 року в селі мешкало 96 осіб.

### Мова
У селі поширена південноподільська говірка, що відноситься до подільського говору, який належить до південно-західного наріччя.

## Природоохоронні території
Село лежить у межах національного природного парку «Подільські Товтри».

## Галерея

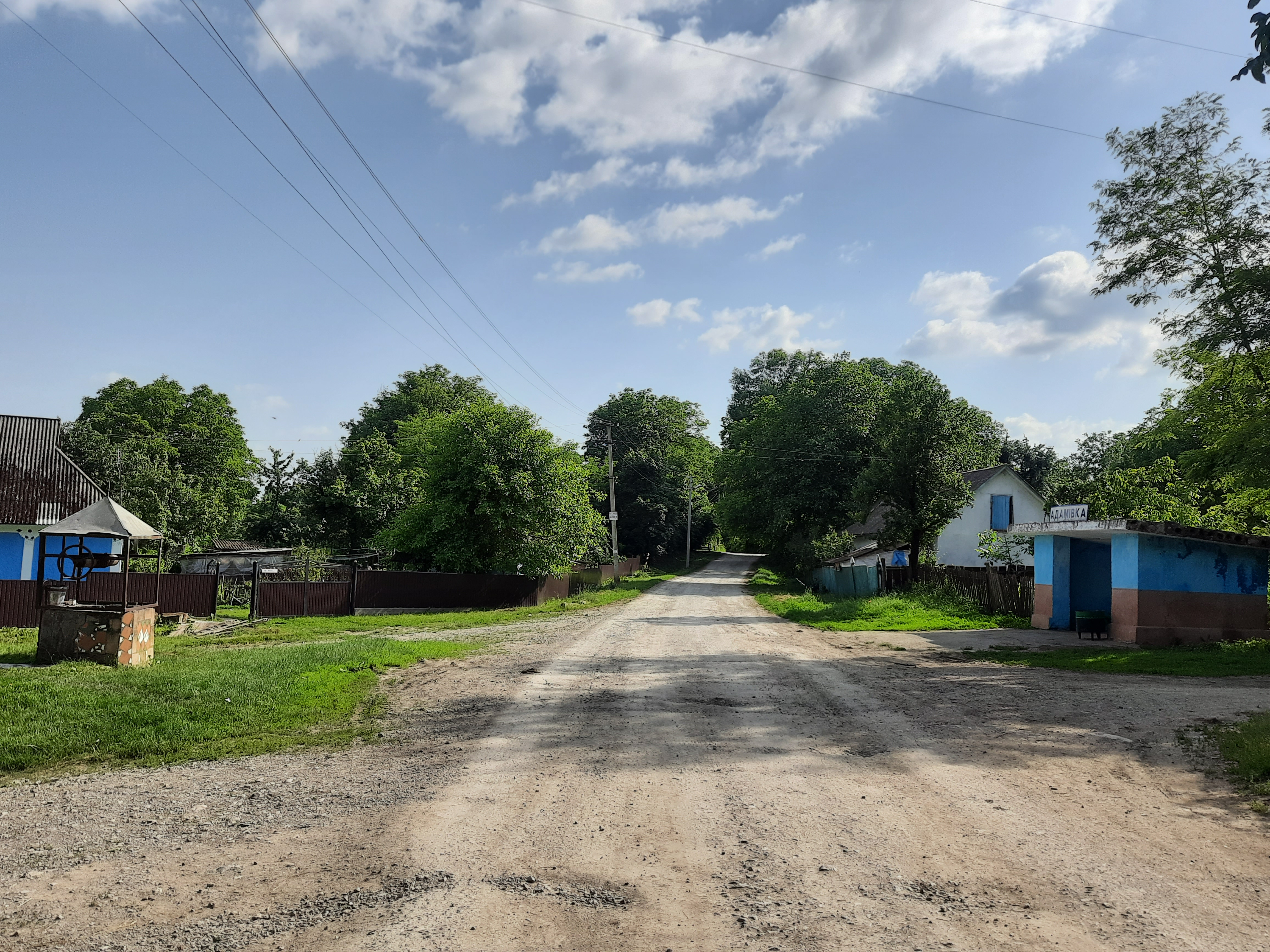
Сільська вулиця